# Peyrissac
 Peyrissac  (en occitano Pairiçac) es una comuna y población de Francia, en la región de Lemosín, departamento de Corrèze, en el distrito de Tulle y cantón de Treignac.
Su población en el censo de 2008 era de 135 habitantes.
Está integrada en la Communauté de communes de Vézère Monédières .

## Demografía
| 97 | 148 | 131 | 110 | 106 | 140 | 135 |
| Para los censos de 1962 a 1999 la población legal corresponde a la población sin duplicidades (Fuente: INSEE [Consultar]) |     |     |     |     |     |     |